# Souche (Fluss)
Die Souche ist ein Fluss in Frankreich, der im Département Aisne in der Region Hauts-de-France verläuft. Sie entspringt knapp östlich des Ortskernes von Sissonne, beim dortigen Militär-Camp, und entwässert generell in nordwestlicher Richtung. In ihrem Oberlauf passiert sie eine Vielzahl von Sumpfgebieten und mündet nach rund 32 Kilometern bei Crécy-sur-Serre als linker Nebenfluss in die Serre.

## Orte am Fluss
- Sissonne
- Chivres-en-Laonnois
- Pierrepont
- Vesles-et-Caumont
- Froidmont-Cohartille
- Barenton-sur-Serre
- Crécy-sur-Serre

## Sehenswürdigkeiten
- Die Sumpfgebiete an der Souche wurden unter Naturschutz gestellt und unter der Nummer FR2212006 als Natura-2000-Zone registriert.